# Đỗ Mười
Đỗ Mười (født 2. februar 1917 i Hanoi, død 1. oktober 2018) var en vietnamesisk politiker, der var generalsekretær for Vietnams kommunistiske parti, og dermed landets leder fra 1991 til 1997.
Han døde 1. oktober 2018 på Centralmilitærhospital 108.